# ドラゴン桜 (テレビドラマ)
『ドラゴン桜』（ドラゴンざくら）は、メディアミックス・ジャパン（MMJ）・TBSテレビ制作により、2005年7月8日から9月16日まで毎週金曜22時 - 22時54分に、TBS系「金曜ドラマ」枠で放送された日本のテレビドラマ。
三田紀房の漫画作品『ドラゴン桜』を原作に、元暴走族の貧乏弁護士が平均偏差値36の高校生を東京大学（以下「東大」）に現役合格させるまでを描く。主演は阿部寛。
2021年4月25日から6月27日まで、前作（以下「第1シリーズ」）の16年後を描いた続編（以下「第2シリーズ」）が「日曜劇場」枠で放送された。第1シリーズで主要人物を演じた阿部寛と長澤まさみが同じ役で引き続き出演した。また、TBSテレビとMMJの共同製作だった第1シリーズと違い、第2シリーズはTBSテレビの単独製作となる。漫画版の続編『ドラゴン桜2』が原作だが、今の時代に合わせたエッセンスを入れ、ドラマオリジナルの展開が描かれた。

2010年には『ドラゴン桜〈韓国版〉』（原題：『공부의 신』〈コンブエ・シン〉）として韓国KBSによりリメイクされた。

## あらすじ

### 第1シリーズ（あらすじ）
元暴走族の弁護士・桜木健二は、経営難の三流私立校・龍山高校に債権者代理として乗り込む。教師・井野真々子らを前に、学校の解散と教師の解雇を通達。だが、弁護士としての名を上げるため、桜木は解散ではなく東大合格者を輩出する進学校にする再建案を立ち上げる。桜木は東大受験のための特別進学クラスを創設し、生徒たちの東大合格のために奮闘する。

### 第2シリーズ（あらすじ）
龍山高校での成功をきっかけに、同様の底辺高校再生の仕事が舞い込むようになった桜木は、虎ノ門に事務所を構える順風満帆な弁護士人生を送っていた。しかし、2年前に依頼された高校で、特進クラスの8人中7人を東大に合格させたものの、1人だけ不合格だった男子生徒・米山圭太がナイフで自殺未遂を起こす。これがマスコミからバッシングされる一大スキャンダルに発展し、ショックを受けた桜木は消息不明となっていた。
その一方で、桜木の教え子で東大卒業後に弁護士となって桜木法律事務所で働いていた水野直美は、独立して事務所を設立したものの経営が行き詰まっていた。水野はかつての龍山高校に匹敵する落ちこぼれ校・龍海学園から「翌年に東大合格者を5名出す」という条件で、再建を引き受けることにより起死回生を図る。福井県で自堕落な生活をして落ちぶれていた桜木を見つけた水野は、彼を再び教育の場へと連れ出そうとする。
しかしその背後では、前理事長を中心とした学園売却という大きな陰謀が進行していた。

## 登場人物

### 主要人物
桜木建二（さくらぎ けんじ）〈38 → 54〉
演 - 阿部寛
第1シリーズ
主人公。私立の龍山高校着任時38歳。元暴走族リーダーの弁護士。桜木法律事務所所長。警察に捕まったことで改心し、真面目に勉強に打ち込み東大に合格したが、進学せず弁護士の道を選ぶ。
弁護士になりたての頃は様々な案件を引き受け順風満帆な生活を送っていたが、ある日自分の過去がマスコミにリークされ「暴走族弁護士」のレッテルを張られてからは仕事が大激減。事務所の家賃支払いにも窮するような状態にまで落ち込んだ中、倒産寸前の学校法人清算の仕事を先輩弁護士に回してもらい、当初はその予定で着任する。しかし、元々この学校は平均偏差値36以下の落ちこぼれの寄せ集めだったが、そんなこの学校を「進学校化」する事で注目を浴び、虎ノ門に大きな法律事務所を構えようと計画を変更。「龍山高校から東大合格者を5人出す」と宣言し、特別進学クラスを創設する。在籍する教師に対し担任希望者を募るも、皆が二の足を踏むことに業を煮やし、自ら担任に就任する。
徹底的な合理主義で、曖昧な言動や小さな反発には容赦なく現実を突き付けて黙らせる。よく賭けを吹っ掛けるが、提案を出した時点で必ず勝算を用意しており、実際は相手を従わせるための常套手段でしかない。特別進学クラスの生徒をバカにする発言をしばしばするが、本当の目的はそれを通じて「世の中の仕組みと現実」を教え、「東大合格」のためのモチベーション維持をさせるためである。
そのため、教職員たちとは常に対立し、桜木を学校から追い出し特別進学クラスを閉鎖に追い込もうと様々な妨害を受けるも、逆に正論を突き付け毅然とした態度で立ち向かい、さらにはそんな教職員たちにも再雇用試験や指導の仕方などの再教育を実施する。
結果的に3人の合格者が誕生したことで、これまでずっと反対し続けた教職員たちからもその功績を称賛されたが、5人合格の公約を実現できなかった責任を取り、辞表を提出。特進クラスの担任を井野真々子に譲り、1年で任期を終える。
第2シリーズ
龍山高校での成功以来、学校再生のエキスパートとして名を上げ、かつての計画通り虎ノ門に事務所を構えるようになる。しかし、2年前に受け持った高校の生徒・米山圭太がただ一人不合格のうえ自殺未遂を起こし、何者かのリークでマスコミに知れ渡った結果「やりすぎ教育」と叩かれる一大スキャンダルに発展する。意識不明の米山の病室で母親から「東大なんて行けなくても普通の人生が良かった」と詰められたことにショックを受け、マスコミ報道に一切反論せずに行方不明となる。
その後、福井県で安アパートの家賃も滞納するほど落ちぶれていたところ、交番で取り調べを受けていた際、かつての教え子で桜木の部下・水野直美に発見され、強引に龍海学園へと連れられる。龍海学園では東大専科コースの教室の中に折り畳みテントを設置し、そこで寝泊まりしている。
米山のような悲劇を再び起こしたくない思いから、当初は東大専科コースに積極的に関わろうとせず、天野晃一郎と早瀬菜緒を相手にかつての自分の真似事のようなことをしている水野が窮地に陥ったときだけ手助けをする程度だった。しかし、岩崎楓の万引きをきっかけとした一連の騒動に自分の意思で介入し、楓と瀬戸輝を東大専科に加えたことで心境の変化が起きる。東大に二浪で合格していた米山に再会して詫びるとともに、再び教育の場に戻る許可を求め、本格的な復活を果たす。
SNSを活用した英語の勉強法として、瀬戸と天野にはYouTuberとして1日1動画、菜緒と楓にはTwitterで1日20回、それぞれ簡単な英語で自分の日常を投稿させる。
理事長との公約通り合格者5人を輩出したが、東大専科クラスの担任を水野に託して龍海学園を1年で去る。
水野直美（みずの なおみ）〈18 → 34〉
演 - 長澤まさみ
第1シリーズ
龍山高校3年生。幼い頃太っていたことから、幼馴染である矢島からは「ぶー」と呼ばれている。
歩道橋の上から赤点のテストを破り捨てているところを桜木に目を付けられ、桜木により「ちょっといいバイトしてみないか」と誘われ、債権者説明会の場に連れて来られる。会場にて債権者や教職員らの前に立たせられ、桜木により「彼女（水野）こそ東大合格者第1号」と公言される。参加者全員から一斉に驚きの声が上がり、大きな注目を浴びる。だが、これはあくまでアルバイトとして時給5千円（桜木のポケットマネーより）で引き受けただけで、この時点では特進クラスに入る事はおろか、東大を受ける事自体「バカバカしい」と言って一切の関心も示していなかった。
小料理屋経営をしている母親と2人暮らし。いい加減で酒と男にだらしがない母親の生き方全てを軽蔑しており、本人も母親から常連客を前に「筋金入りのバカ」扱いされた事に腹を立て、母親との仲は険悪となり、そんな母親を見返す気持ちで特進クラスに「体験入学」する形で参加。やがて、特進クラス最初のテストを通じて母親と和解し、正式に特進クラス5人目の生徒となる。
終盤、母親が脳梗塞で倒れ、収入源である店を1人で切り盛りしなければならなくなり、特進クラスを辞めざるを得なくなる。その後は店の事業と勉強、母親の看病を全て1人で行っていたが、センター試験後に答え合わせをするために久々に特進クラスに戻る。2次試験前に再び母親が意識を失い、回復するまで付き添っていたため、結局2次試験を受けることが出来なかった。龍山高校卒業後はその後奇跡的に意識を取り戻した母親の看病をしながら、翌年の東大受験に向けて独学にて勉強を続ける。
第2シリーズ
本シリーズではもう一人の主人公で、東大受験から翌年、一浪の末に東大に合格。東大卒業と共に司法試験をクリアし弁護士資格を取得。かつての恩師である桜木が所長を務める桜木法律事務所に入所する。その後、桜木の失踪後に法律事務所を実質的に乗っ取った岸本香の誘いを断り、個人事務所を設立。そんな時、龍海学園の教頭となった龍山高校の元教師・高原浩之から学校再生の話を持ちかけられる。失踪していた桜木と再会し、龍海学園に呼び戻し、依頼を受ける代わりに彼が滞納していた家賃を立て替えたり、食事を奢ったり、さらには彼のために新しいスーツを用意したりするなど色々と世話を焼く。前作とは違い、桜木と話す時は常に敬語で話している。同校への赴任早々、新設された東大専科への参加希望と見せかけた小橋と岩井に妨害を受けるなど窮地に陥るが、桜木らに救われて事なきを得る。東大専科に入った生徒たちにも、自身が経験したことも踏まえて指導をする。
結果的に5人の東大合格者を出した事でその功績が称賛されると共に、坂本智之らが仕掛けたネットニュースで「偏差値32の龍海学園から東大合格者5人を輩出した立役者」と紹介されたことから、全国から龍海学園入学志願者が殺到。水野の名が全国に知れ渡ることとなる。

### 第1シリーズ（登場人物）
★は第2シリーズにも登場。

#### 龍山高校特進クラスの生徒
矢島勇介（やじま ゆうすけ）
演 - 山下智久★
特進クラス1人目の生徒。バンドでトランペットを吹いている。
直美とは幼なじみ。実家は鉄工所を経営していたが父親が借金を残して蒸発し、母親と2人暮らし。彼女がおり、桜木からは借金返済のための300万円（正確には298万円）を出資してもらっている。
東大理科一類に合格したが、桜木と同じく東大に進学せずに独学で弁護士を目指す。
緒方英喜（おがた ひでき）
演 - 小池徹平★
勇介のバンド仲間。勇介が特進クラスに入ったことを受け共に勉強を始めて、厳しい父親を見返すために東大を目指す。
裕福な家庭に育つ。お調子者のムードメーカーで、女好き。後半は特に小林麻紀にアプローチすることが多い。
東大受験は不合格になるも、「絶対にあきらめない」とその後も東大を目指す決心をする。また、合否発表の帰宅後に父親とも和解する。卒業後は井野にスカウトされ、麻紀と共に東大特進クラスの物理と世界史の特別講師に就任する。
小林麻紀（こばやし まき）
演 - サエコ★
ルーズソックスを履いたコギャル風。アイドル志望で現役東大生の肩書きを持ちたいと思っており、得意科目は英語。
東大受験の結果は不合格だったが、英喜同様、涙を流しながらも「私も絶対にあきらめない」と来年も受ける決意をする。卒業後は英喜同様、東大特進クラスの物理と世界史の特別講師に就任する。
香坂よしの（こうさか よしの）
演 - 新垣結衣★
外見はお水系コギャル。勇介の彼女で、ずっと一緒にいたいというのが東大志望の動機。矢島の幼馴染であり、彼と親しい直美をあまり快く思っておらず、彼女が特進クラスに正式加入した直後は、一時期グレて、レディース組とつるんだこともある。
最終的には東大理科一類に合格。元々は勇介に依存する形で特進クラスに入っていたものの、桜木たちから学んでいくうちに「もっといろんなことを知りたい」と思うようになっていき、勇介が東大に進学しなくても自身は東大に進学する決意をする。
奥野一郎（おくの いちろう）
演 - 中尾明慶★
双子の弟がおり、その弟は龍山高校の近くにある進学校へ通い東大を目指している。二卵性双生児なので弟とは似ていない。
龍山高校では珍しく授業をきちんと受けており、宿題の提出も欠かしていなかったという、前向きで真面目な性格である。模試の結果で他の5人がE判定の中、唯一D判定を受けている。
以前から特進クラスに興味を持ってはいたものの、進学校に通う弟にバカにされることを恐れて入ることに躊躇っていた。だが、弟と英喜の間で起こった暴力事件に巻き込まれ、弟のためとはいえ英喜に濡れ衣を着せてしまったことを反省。弟を見返すために、特進クラス6人目の生徒として東大合格を目指す。
最終回では弟の卑劣な妨害を受けるも、東大理科一類に合格。よしのと共に東大に進学する。

#### 桜木が招いた特別講師（第1シリーズ）
柳鉄之介（やなぎ てつのすけ）
演 - 品川徹（第4話 - 最終話）★
数学講師。別名「東大数学の鬼」。
勉強は人の真似をすることから始まると考えており、「詰め込みこそ真の教育」がモットー。
昔「柳塾」を開いていて、桜木も教え子だった。多数の東大合格者を出してきたが、竹刀を持って指導する自分のやり方が時代錯誤だと世間から言われてから、塾を引退している。ただし、自分の考えは正しいという信念を貫いており、塾の看板を下ろすことまではしていない。
教室でも常に竹刀を持っており、授業では100問テストを中心に大量の問題を解かせる。試験では、たとえ0点であっても特進クラス全員の前で公言し、さらには「百点以外は0点と同じ」とみなしており、その中で一番成績の悪い生徒には「バカ」の鉢巻をつけさせる。
阿院修太郎（あいん しゅうたろう）
演 - 小林すすむ（第5話 - 第8話・最終話）
理科講師。主に物理と地学を担当。
分かりづらい物理などの理科を、図解や実験などで分かりやすく教える。
芥山龍三郎（あくたやま りゅうざぶろう）
演 - 寺田農（第5話 - 最終話）
国語講師。風貌や物腰が穏やかな印象。
生徒には、常に「なぜ?」という疑問を持たせる。設問を作った筆者の意図を読ませる授業や、古文を漫画を通して理解させるなど、分かりやすい授業をする。
川口洋（かわぐち ひろし）
演 - 金田明夫（第6話 - 第8話・第10話・最終話）
英語講師。フィリピンパブを営んでいる。
「英語は楽しく勉強しよう」がモットー。ビートルズの曲の歌詞をエアロビしながら復唱させるなどの授業を行う。

#### 龍山高校の教職員
それぞれが桜木のやり方に反発する。しかし合格発表の際には、生徒たちのことを気にかけており、最終的に特進クラス及び東大合格者3名を輩出した桜木を見直した。
井野真々子（いの ままこ）〈28〉
演 - 長谷川京子
教師。生徒の個性を活かした教育を掲げる。
桜木と初めて会った際には本人を前に「暴力団弁護士」と揶揄する。
桜木のやり方に反発する教師グループの1人だったが、最初に桜木に賭けをさせられ、それに負けてしまった事で、以降は「奴隷」として無理矢理特別進学クラスの運営に関わる事になる。これ以降も何かある度に桜木によく賭けをさせられ、負ける度に奴隷として特進クラスの生徒のために色々と働かされている。はじめは桜木のやり方に何かと反発していたが、次第に理解を示すようになり、特別進学クラスの生徒たちの応援をする。
元々英語教師だったが、桜木が招いた英語講師・川口との勝負に敗れ世界史の教師となる。
結果的に龍山高校教師の中では唯一、特別進学クラスの講師として受け入れられた教師であり、翌年度は桜木の後任として10人の生徒を抱える特進クラスの担任に就任する。
落合正直（おちあい まさなお）
演 - デビット伊東★
桜木のやり方に反発する教師グループのリーダー格。
事あるごとに桜木に食ってかかり、時には桜木や特進クラスを貶めるために様々な策略を目論むも、ほとんどが失敗に終わる。桜木が東大合格者5名を輩出できず、理事長に辞表を提出した際、「私はあなたのことが嫌いだった」と言いつつも、「これで入学希望者が増える」と東大合格者3名を輩出した桜木を認める発言をしていた。翌年は桜木を真似て髭を生やし、廊下で荒れている生徒に近藤・浅海と共に「バカとブスこそ東大に行け」と発言するが、結果的に返り討ちに遭ってしまう。
近藤時久（こんどう ときひさ）
演 - 斎藤洋介
教頭。学校での立場は落合より上である筈だが、桜木のやり方に反発する教師グループではスーパーサブ的存在で、いわば落合の腰巾着。
常にベージュのスーツと蝶ネクタイという出で立ち。
宮部梅太郎（みやべ うめたろう）
演 - 安藤亮司
桜木のやり方に反発する教師グループの1人。ジャージ姿。
浅海和子（あさみ かずこ）
演 - 築山万有美
桜木のやり方に反発する教師グループの1人。
稲葉勉（いなば つとむ）
演 - 青山勝
桜木のやり方に反発する教師グループの1人。白衣姿。

#### 龍山高校の関係者
龍野百合子（たつの ゆりこ）
演 - 野際陽子
理事長。前校長が病に倒れ後任の校長不在により、自身が校長の役割も兼務する。浪費家で大のブランド好き。
前理事長である夫が死んだことを受けて役職を引き継いだために経営には自信がなく、教職員たちに責められ不満をぶつけられたりなど何かと都合が悪くなり、自分の立場が危うくなると「主人が生きてさえいれば」と言って泣いたり、突然どこかへ旅に出たりと、責任から逃がれまくる癖がある。
一方で、テレビに出る話になると積極的にメディア関係者を受け入れるなど、時と場合によっては「これは理事長命令です」と権力を振りかざすなど、理事長としての威厳も持ち合わせている。また、最終回において龍山から3名の東大合格者が出たことについて、他の学校に自慢げに公表するなど、自慢家な面も持ち合わせている。
桜木と初めて会った際には「桜田先生」と呼び、全校集会の際に生徒たちには「桜木けんいち先生」と、それぞれ名前を呼び間違えて紹介している。
経費節減のため、夜にはガードマンも兼任している。
阿部沙織（あべ さおり）
演 - 郡司あやの（第1話・第2話・第4話）
生徒。直美の友人。
勇介のことが好きで、勇介へのプレゼントを代わりに渡してほしいと直美に頼みこむこともある。

#### 生徒の家族（第1シリーズ）
矢島節子（やじま せつこ）
演 - 石野真子（第1話・第2話・第7話・第9話・最終話）
勇介の母。夫は小さな町工場を営んでいたが、やがて多額の借金を残し蒸発した夫に代わり、その債務処理に追われている。息子にはきちんと高校を卒業させたいと考えている苦労人。息子の勇介をバカにしたり、見下している描写はなく、特進クラスの親の中で、1番の子供の理解者である。
水野悠子（みずの ゆうこ）
演 - 美保純（第1話 - 第3話・第7話 - 最終話）
直美の母。小料理屋「ゆうこ」のママ。夫に先立たれたシングルマザー。
いい加減な性格で酒と男にだらしがない。娘の直美にも店の手伝いをさせており、将来店を継がせたいと思っている。直美のことを常連客の前で「筋金入りのバカ」と評していたが、直美が特別進学クラスに一時参加し、特進クラスの生徒たちと共に猛勉強したにもかかわらず、試験の成績が思うような結果を出せなかった娘の悔し涙を見て東大受験を認める。
緒方万里子（おがた まりこ）
演 - あいはら友子（第1話・第7話・最終話）
英喜の母。社長夫人。自分の息子を「さん」付けで呼ぶ。愛車は日産・シーマ。
緒方厚生（おがた こうせい）
演 - 須永慶（第7話 - 第9話・最終話）
英喜の父。社員2,000人を抱える会社の社長。一橋大学卒。愛車は日産・プレジデント。
龍山の生徒であり、なおかつ東大受験への勉強を始めたという息子の英喜を見下し続ける。しかし最終回、英喜が自宅に帰り不合格の結果を伝えた際は、「お前は頑張った」と声をかけ、東大受験した英喜の頑張りを認めた。
奥野次郎（おくの じろう）
演 - 水谷百輔（第1話・第5話・第7話・第8話・最終話）
一郎の二卵性双生児の弟。龍山高校の近くにある名門進学校「秀明館高校」の生徒。東大文科一類志望。
成績優秀な優等生だが、裏表のある腹黒い性格。一郎をことあるごとに見下し、彼の存在を侮辱する態度をとっている。
「龍山に通う劣等生の兄」の存在を知られ彼女に振られてしまい、さらには桜木の叱責により一郎も東大合格を目指すようになってしまったことで、それ以降さらに一郎との対立を深める。
最終回にて、自分を脅かす存在となった一郎に、東京大学入試本番の試験1日目終了後に消費期限切れのサンドウィッチを「応援」と称して渡し、受験を妨害するも一郎は合格。自身は以前から勉強があまりできていなかったこともあり、不合格という自業自得の結果となる。最後まで自身の考えや行動を改めることはなかった。
奥野美也子（おくの みやこ）
演 - かとうかずこ（第5話・第9話・最終話）
一郎と次郎の母。
次郎が東大受験に向けて勉強しやすい環境を作るように一郎を教育している。しかし、これは一郎を過小評価している待遇で、桜木からは「不正解な教育」と指摘され、この指摘は結果として出る。最後まで親としての考えを改めることはなかった。
奥野和彦（おくの かずひこ）
演 ‐ 野添義弘（第5話）
一郎と次郎の父。
東大受験を控えた次郎ばかり気にかけている。
香坂恵（こうさか めぐみ）
演 - 栗田よう子（第9話）
よしのの母。見た目はスナックのママ。娘と同じく厚化粧。
小林光江（こばやし みつえ）
演 - 池谷のぶえ（第9話）
麻紀の母。

#### その他（第1シリーズ）
山本希美（やまもと のぞみ）
演 - 矢沢心
井野真々子の友人。秀明館高校の英語教師。
常に彼氏候補2人を引き連れ、そのどちらと交際するべきか真々子に相談を持ちかける。
田中義男（たなか よしお）
演 - 村上大樹
希美の彼氏候補その1。
黒ぶち眼鏡の小太り中背。東大法学部卒の官庁職員でかなりの自慢屋、薀蓄たれの傲慢。
最終回で沢松の反省出来る姿勢を見たことから、他人を認めることを覚える。
沢松靖司（さわまつ やすし）
演 - 唐橋充
希美の彼氏候補その2。
かなりのイケメンだが高卒のフリーター。趣味はパチンコ。
「釘」の字が読めない、「スッゲー」しか感想が言えないなど、教養・語彙力・会話力に乏しい。
最終回で希美に振られたことから無教養を反省して、田中に「『スッゲー』以外を言えるようにしてください」と勉強を教えてくれるように頼みこむ。
斉藤（さいとう）
演 - 石井愃一（第1話・第3話・第8話）
小料理屋「ゆうこ」の中年の常連客。リフォーム会社勤務。
龍山高校に在籍しているからという理由だけで水野直美をバカにする。
岡部弁護士
演 - 小野寺昭（第1話・第7話）
桜木に龍山高校の破産手続きの仕事を紹介する。
戸田明日美（とだ あすみ）
演 - 堀朱里（第1話・第3話・第4話・第7話・第8話）
小林麻紀の友人でグラビアアイドル。自分の仕事ぶりをちょくちょく麻紀に写メールしてくる。
麻紀が東大を目指すと聞き、テレビ取材のリポーターとして乗り込む。ただ、友人とはいうものの、心の中では麻紀のことを「龍山高校のバカ女」などと見下している。
佐久間美優（さくま みゆ）
演 - 桂亜沙美（第1話・第5話）
奥野次郎の彼女。次郎に龍山高校の兄がいると知り、幻滅したと話す。
バンドのベース
演 - 尾嶋直哉（第1話・第2話）
栗山祥太（くりやま しょうた）
演 - 橋爪遼（第6話）
帰国子女で、入試の日に下痢で体調を崩さなければ学区一の公立高校に受かっていたと言われる秀才。
特進クラスの英語担当教師をかけた対決で真々子に駆り出される。
堀英太郎
演 - たくや（ザ・たっち）（最終話）
希美の最終的な彼氏。
高卒。小さいときからコンピュータオタクで、自分でIT会社を起こして株価総額10億円の資産家となる。
花岡高校理事長
演 - みのもんた（特別出演）（最終話）
龍山高校から東大合格者が誕生した噂を聞いて、自校も再建してもらいたいと桜木にスカウトの電話をかける。
他の出演者
- 深水三章
- 菅田俊
- 水森コウ太
- 広田雅裕
- やべきょうすけ
- 牧トオル
- 舩木壱輝
- 佳本周也
- 窪園純一
- 児玉頼信
- 浜口悟
- 天現寺竜
- 浜田道彦
- 鶴田東
- 佐藤洋平
- 北口裕介
- 石田彰伸
- 朝倉伸二
- ぶっちゃあ
- 近松仁
- 芝崎昇
- 山方隆士
- 渡辺宏行
- 井川佑隆
- 増田遥
- 片田麻依
- 宗清詩織
- 仲亜莉彩
- 高橋智也
- 粕谷直人
- 菊地東陽
- 横山悠葵
- 安和良智
- 山本勇太
- 飛永大輔
- 小川蓉子
- 廣若美佳
- 江口のりこ★
- 坂東美佳
- 金沢美波
- 山崎祥
- 佐竹潤伍
- 馬場佑樹
- 国治美岐
- 端山美佳
- 太田さやか
- 富松千晶
- 武川千尋
- 大家睦子
- 三浦睦
- 人見歩
- 小林千恵
- 荒井賢太
- 阿部翔
- 佐藤道央
- 奥田達士
- 篠田剛
- 吉田智美
- 麓陽子
- 伊藤幸純
- 北村栄基
- 今井雄太
- 林裕子
- 小山剛志
- 岩崎友香
- 廣田朋菜
- 島津健太郎
- 浦崎宏
- 広川淳
- 梶原茂樹
- 一矢麻友
- 美月麻帆
- 中村敦子
- 松下美優
- 積田佳代子
- 小野泰三
- 斎藤嘉樹
- 滝佳保子
- 高木潤子
- 江口依子
- 橋本啓輝
- 坂本文子
- 今村公一
- 藤崎卓也
- 寺岡勝則

### 第2シリーズ（登場人物）
☆は第1シリーズにも登場。

#### 龍海学園東大専科の生徒
瀬戸輝（せと あきら）
演 - 髙橋海人（King & Prince）
学園近くのラーメン店「瀬戸屋」の息子。3年前に両親を亡くし、1人で店を切り盛りする姉との2人暮らし。ぶっきらぼうな振る舞いが目立つが、放課後に店を手伝うなど、本来は心優しき青年。赴任したての桜木たちを陥れるために小橋と岩井を使って妨害行為を行うが、桜木に恨みがあったわけではなく、岩崎楓が万引きしたことをコンビニ前で諫めていた時の会話を桜木に聞かれたため、彼女を守るために取った行動だった。楓の万引き映像を桜木がコンビニからコピーしたと知り、桜木と水野が瀬戸屋で食事している隙に映像記録を奪おうと学校を訪れるが、同じ目的で先に来ていた楓が証拠隠滅のために桜木のテントを放火したと知り、自分が火を点けたと学校に名乗り出る。だが、桜木が火事は自分の不始末で起こしたと主張し、瀬戸が東大志望なので桜木のために嘘をついていると庇ったため、恩を着せられる形で否応なしに東大専科に所属することとなる。
その後も東大専科はもちろん、学年の中でも最下位を争うほどの成績の悪さもあって、特に苦戦することになる。さらに、姉が切り盛りするラーメン屋が嫌がらせを受けるなど、勉強に集中し切れずにいる。その後も激しくなっていく闇金融の取り立てと一向に減らない借金と膨れ上がる利息の支払い、そして姉の苦しむ姿に耐え兼ね他のアルバイトも始めるようになってからは、すっかり東大専科の授業も受けなくなってしまう。しかし、桜木のおかげで不当に払わされていた闇金融からの利息支払いをする必要が無くなったことと、余計に払わされた利息分を現金として取り返してもらったことで、自身の店の借金問題は解消される。後に桜木から諭されたことで東大専科に復帰し、本格的に東大受験に打ち込むようになる。
模試はE判定。東大文科三類を志望。姉の手伝いをしながら勉強を続けるが、一次試験の大学入学共通テスト（以降「共通テスト」）の結果が芳しくなく、桜木から「奇跡が起こらない限り合格は無理」と言われてからは東大専科を欠席するようになる。その後、桜木に文科二類の足切り点数が文科三類よりも低い可能性を告げられたことから文科二類に志望を変更し、足切り点数ぎりぎりの620点で通過する。二次試験は「来年が本命」と、記念受験のつもりで受験する。二次試験の合格発表では掲示板に受験番号がなく落ち込んで帰ろうとするが、「最初の桁から一致しない」発言を不審に思った楓に、間違えて文科「三」類の掲示板を見ていたことを指摘され、文科二類の掲示板で受験番号を見つけて号泣する。
早瀬菜緒（はやせ なお）
演 - 南沙良
今時の女子生徒。家族とは仲も良く何不自由なく育ったが飽きっぽく、今まで何かを頑張ったという経験がない。懸命にバドミントンに取り組む楓を見て何かを頑張ってみたいと東大専科に志願するものの、初日に共通テストの過去問題を受けさせられただけで音を上げ辞退する。しかし、その後は再度奮起し取り組んでは諦めかけての繰り返しであるものの、勉強に取り組むようになっていく。一度、親に東大受験しようとしていることが知られて東大受験を諦めかけるも、桜木の「東大受験の成功には親との信頼関係が必要」と親が諭されたことで、改めて勉強に集中するようになる。
模試はE判定。東大文科三類を志望する。その後、東大には不合格となるも、青山学院大学（青学）経営学部に共通テスト利用で合格する。
岩崎楓（いわさき かえで）
演 - 平手友梨奈（2歳時：三好菜子）
大学からもスカウトが来るほど、全国屈指のバドミントン選手として活躍する少女。コンビニで万引きをする様子を赴任初日の桜木に見られ、それを周囲にバラされるのではないかと不安を覚える。さらに、部室のロッカー内や大会会場の女子トイレに自身を万引き犯だと非難する貼り紙がされていたのを彼の仕業と思い込んでしまい、ついには深夜に東大専科の教室にある桜木のテントに忍び込む。彼がコンビニからコピーした自身の万引きの証拠映像を奪おうとするが見つからなかったため、証拠隠滅のために放火してしまう。
大学の推薦がかかった大会では、ダブルスの2回戦でペアである清野利恵に巻き込まれて転倒し、足が動かなくなり棄権してしまう。楓は以前からケガで膝が不調だったのを隠していたが、それを見抜いていた桜木は彼女を無理矢理病院に連れて行き、医師の診断で治療にはリハビリも含めて2年必要だと知らされる。そして、パートナーとして信頼していた清野が大学の推薦枠を自分から奪うためにコーチの宮村と共謀し、貼り紙をしたりわざと膝に負担がかかるように仕向けていたことを知る。それでも選手としてではなくサポーターとして大会2日目に参加して清野の優勝を見届け、宮村についても「いなくなったら部に迷惑がかかるから」と不問にする。そして桜木に「お前の人生はお前が決めろ」と言われた際、東大でスポーツ医学を学び、その上で選手に復帰してオリンピックを目指し、引退後はスポーツ医学で若い選手のサポートをしたいと東大専科に参加志願する。その後も、東大専科の中では持ち前の負けん気の強さと本質を追求していこうとする姿勢もあって、後れを取りがちな仲間の勉強を見たり、特別講師の柳の「バカ鉢巻」による指導を進んで受ける役も買って出るようになる。
模試はE判定。東大理科二類を志望するも、夏休みの時点で東大を受験することを両親に伝えておらず、バドミントン実業団チームの練習に参加する。「このままでは東大合格は無理」という桜木の忠告を理解しつつも受験勉強と練習を続けた結果、倒れて病院に搬送される。そこに両親が来たところで東大受験のことと前述の理由を話して説得する。また、清野とも和解しエールを送りあう。結果として理科二類に合格する。
天野晃一郎（あまの こういちろう）
演 - 加藤清史郎
優秀な弟に劣等感を抱く生徒。中学受験に失敗した過去を持つ。当初は東大専科への参加希望を言い出せずにいたが、桜木から「うだうだ考えずに飛び込んでみろ」とアドバイスを受け、自身を見下す弟を見返すために参加を決める。菜緒と共に初日に共通テストの過去問題を受けさせられただけで辞退するが、後に復帰する。一度は菜緒と同じく、親に東大受験しようとしていることがバレて東大受験を諦めかけるも、桜木の「東大受験の成功には親との信頼関係が必要」と親が諭されたことで改めて勉強に集中するようになる。また、YouTubeチャンネルを開設して、ラッパーとして英語の動画を投稿し始める。
部屋の装飾品などから鉄道ファンであることがうかがえるが、作中でそのことについて触れられることはなかった。
模試はE判定だったが、着実に実力を伸ばし、共通テストでは801点をとる。東大理科二類を志望し、合格が分かった瞬間、ラップを披露して喜びを爆発させる。
藤井遼（ふじい りょう）
演 - 鈴鹿央士
学年トップの成績を持つ生徒。東大志望ではあるが、高校入試時にインフルエンザにかかり第一志望の高校を辞退したことで、やむなく龍海学園に入学する。担任の大山将大に向かって「三流大出身だろ」と暴言を吐くなど他の生徒や教師を見下しており、東大専科へ勧誘された際も「バカが移りそうだ」と参加を拒否する。自身の優秀さを鼻にかけては東大専科に属する瀬戸らを馬鹿にしていたが、久美子が提案する東大専科との東大過去問から抜粋した試験問題による勝負で予想外の惨敗を喫する。その後も敗北に納得いかずにごねるも、桜木から「本質を見抜こうともしないやつは東大にいらない」という意見と自身の人間性を大いに否定されたことによって、引き下がらざるを得なくなる。その後も、東大専科の授業を隠し撮りしてはSNSにアップして風評被害を起こしたり、原健太に昆虫の解剖の動画を見せたりするなど、懲りずに妨害している。
藤井が負けたことをいつまでも引きずり、勉強に集中できない様を見かねた理事長の久美子が、桜木に再度の勝負を申し入れ、今度は大学入学共通テストを国語・数学・英語の3教科で藤井と東大専科の各教科最高得点で対決することになり、桜木と「藤井が勝ったら桜木が土下座、負けたら東大専科の合宿に参加する」という賭けを行うも、英語と国語は小杉麻里に、数学は原健太に再び敗北する。
その後、桜木との約束通り合宿に参加する。当初は渋々であったが、国語特別講師である太宰府治の授業を熱心に受け、自由時間も勉強に打ち込むその姿は他の東大専科生にも大いに影響を与える。麻里が家庭の事情で大学受験ができないことを目の当たりにして、自身も優秀な兄が2人いる中で自分だけが高校受験に失敗し家庭内で追い詰められていることを彼女にだけ打ち明け、麻里の父に対して、東大専科生たちが麻里が東大を受けるべきと主張するプレゼンにも参加する。麻里の父の説得が成功し、彼女の東大専科参加が決まった後は桜木から「もう東大専科にこなくていい」と言われるものの、自分の意思で東大専科に残りたいと告げ、健太に謝罪。健太がその謝罪を受け入れたことで、他の生徒からのわだかまりも解けて専科の仲間として受け入れられる。
模試はD判定。当初は理科一類を志望していたが、模試の直後に理科二類に変更。共通テストの結果が芳しくなく、桜木の勧めに納得できないながらも文転して文科三類を目指すこととなる。しかし、東大工学部に入ってロボットを作るという夢を叶えるため、最終的には理科一類を選択する。
二次試験中に他校の生徒に絡まれていた健太を「試験中は自分のことだけを考えろ」との桜木の教えを無視して「俺の友達に何をする！」と助けに入った際、利き手である右手首を痛めてしまう。結果は不合格だったが、プライドを捨てて両親に土下座し、小橋・岩井とともに龍海学園を留年して翌年の東大受験再受験を目指す。
作者の三田紀房は、藤井のモデルは著作家の西岡壱誠であると明かしている。
小杉麻里（こすぎ まり）
演 - 志田彩良
文系トップの成績を持つ生徒。隣人で幼馴染でもある原健太のそばに常にいて、虫に夢中になって集団から外れる彼の世話を行っている。
水野や生徒たちから東大専科に勧誘されるも「就職希望」として参加を拒否している。父・繁から「女に学歴が必要ない」という固定観念で大学進学を反対され体罰を受けているが、学校側が暴行の件を対処しようとした時には「世界でたった1人のお父さんだから」と泣きながら取り下げを懇願する。
東大専科と一流大コースとの勝負の際に藤井が健太を傷つけたことで、勝負の間だけ一時的に東大専科コースに加わり、英語と国語で藤井を上回る点数を取り勝利に貢献する。その直後に水野に東大専科に入ることを勧められるも、前述のことを理由に（その時点では水野に言っていない）拒否する。
合宿には、健太の付き添いとして参加するものの、途中で繁に強制的に帰宅させられ、龍海学園を退学させられそうになる。翌日、退学届を持ってきた繁に桜木が「小杉はずっとあんたを信じてきた」と諭したことで、東大専科に入る。
模試はA判定。文学を学びたいことから文科三類を志望し、合格する。
原健太（はら けんた）
演 - 細田佳央太
昆虫の大好きな心優しき生徒。家族構成は不明。虫がいるとその観察に夢中になり、地面に這いつくばったり飛ぶのを追いかけたりしている。その優しさから、捕まえたり殺したりといった虫を傷つける行為を極度に嫌い、担任の田村梨江子が彼のために教室に昆虫標本を大量に飾ったが逆効果だった。
桜木が小橋や岩井と共に学園の庭にシンボルの桜の木（通称：ドラゴン桜）を植樹した際、当日の10時に雨が降ると予言し、実際に言った通りになり彼らを驚かせる。これが桜木から東大専科にスカウトされるきっかけとなる。
発達障害からくる学習障害によって成績はオール1の学年最下位であり、周囲から孤立しているが、実際は聴覚的短期記憶能力が低い代わりに本などから視覚的に得た記憶力は辞書丸ごと1冊を暗記するなど驚異的で、さらに計算力も非常に優れている。それを見抜いた桜木から「お前の知りたいことはすべてここに書いてある」と、海外の研究者が昆虫の飛行理論を数学的に記述した英語論文と辞書を渡され、それを理解するために大学入試レベルの英語と数学を一気に身に着ける。ただし、英語のリスニングや国語など、聴覚的だったり読解力を要する教科は苦手なままである。東大専科に入ってから「勉強はゲーム」と考えるようになる。
東大専科と一流大コースとの勝負当日、試験開始1時間前に藤井から虫の解剖動画を見せられ「東大の研究者も虫を殺す」と言われ試験放棄するも、桜木の「東大に入って、おまえが虫と共生できる未来をつくれ」との説得で復帰。残り時間20分程度で試験を始めたにもかかわらず、数学では200点満点中198点を取り藤井に勝利する。後に藤井と和解し、東大専科で共に合格を目指す。
模試はC判定。東大理科二類を志望する。二次試験では他校の生徒2人に受験を妨害されるも藤井に助けられ、結果として合格する。
小橋辰徳（こはし たつのり） / 岩井由伸（いわい よしのぶ）
演 - 西山潤（小橋）/ 西垣匠（岩井）
ヤンキーの生徒。岩井の実家は「岩井商店」を経営する。
東大専科への参加希望と見せかけ、桜木たちを陥れるために2人で妨害を働くも、桜木から逆襲を受け、小橋は恐怖のあまり失禁する。その後はショックで不登校になったと思われていたが、実は桜木を慕う舎弟になっており、桜木の指示で女子バドミントン部の清野とコーチの宮村の陰謀を調査する。
桜木の言葉に影響を受けて勉強を始めたものの、「迷惑をかけた東大専科には今更戻れない」として専科には入らず瀬戸らを応援する。2人で慶應義塾大学や早稲田大学を目指していたが、大学の共通テストまで残り半年を切ったころ、桜木に勧められ練習生として東大専科に入る。常にコンビで行動しているため、大学共通テスト受験前に桜木が訓示した「共通テストの心構え5か条」の1つ「1日目の試験後は（仲間の出来不出来を気にして不安にならないように）1人で帰る」と聞いた際には2人とも動揺し、桜木から「どんだけ仲いいんだよ」と呆れられる。共通テストでは2人とも東大の足切り点数を超えることができず脱落。藤井とともに留年し翌年の東大受験再挑戦を目指す。二人とも初期に坊主頭にされたが、最後まで髪を再び伸ばす事なく坊主のまま過ごした。
二次試験の合格発表の際、他校の生徒2人に絡まれていた健太と小杉麻里を助けている。

#### 桜木が招いた特別講師（第2シリーズ）
柳鉄之介（やなぎ てつのすけ）
演 - 品川徹（第4話・第5話・第9話）☆
数学講師。第1シリーズからの登場人物。
「詰め込みこそ真の教育」の考えや竹刀をもって指導するなど、以前のやり方を踏襲。桜木を通じて東大専科全員に「バカ」の鉢巻をつけさせ、小学校低学年の算数100問を3分間で解くという課題を出す。
太宰府治（だざいふ おさむ）
演 - 安田顕（特別出演）（第6話・第9話）
国語講師。東大専科での2泊3日の勉強合宿において、生徒たちの読解力を向上させるために桜木が招集する。
できない生徒を見ると授業に熱が入るが、すぐに冷める。
由利杏奈（ゆり あんな）
演 - ゆりやんレトリィバァ（第7話・第9話）
英語講師。東大模試に向け、生徒たちのリスニングを強化するために桜木が招集する。

#### 龍海学園の教職員
大山将大（おおやま まさひろ）
演 - 内村遥
教師。
難関大学コース（第3話）および一流大学コース（第4話・第5話）の担任。
教育熱心だが、唯一の生徒である藤井遼からは三流大学出として馬鹿にされており、マンツーマンであるにもかかわらずまともに授業を受けてもらえない。両コースが廃止となっても、東大専科に入った藤井をはじめ東大専科の生徒に応援をする。
水野直美が学園売却阻止に奔走しているときは陰ながらサポートし、理事会では学園売却反対派に付く。
田村梨江子（たむら りえこ）
演 - 山田キヌヲ
教師。
発達障害のある原健太を2年間普通学級で受け持っているクラス担任。桜木が健太を東大専科に引き入れた際は、幼馴染である小杉麻里を専科へ引き込むために利用するなと強く抗議するが、桜木によって健太の隠された才能を知ることとなる。東大専科の生徒たちと共にゲーム感覚で試験問題を楽しむ健太の姿を目の当たりにし、桜木から「無理矢理授業を受けさせず、教室や勉強に対する嫌悪感を植え付けなかったことが、結果的に彼の才能の開花に繋がった」と感謝され涙する。
大山とともに水野を陰ながらサポートし、理事会では学園売却反対派に付く。
かつて教え子の健太が東大に合格した際、感涙する。
辻圭輔（つじ けいすけ）
演 - ケン（水玉れっぷう隊）
教師。
理事会では学園売却賛成派に付く。
鶴ヶ﨑（つるがさき）
演 - 鶴ヶ﨑好昭
体育教師。
理事会では学園売却反対派に付く。

#### 龍海学園の関係者
高原浩之（たかはら ひろゆき）
演 - 及川光博
教頭。
かつて龍山高校教師として桜木による再建を目の当たりにしており、学力低下や経営危機に陥った学園を建て直すために理事長・龍野久美子の意向を無視して桜木を召集する。
東大専科のことを気にかけていたが、実は学園売却派のスパイ。本心では「世の中は金で、学校よりも統合型リゾート施設のほうがはるかに儲かる」と考えており、龍野恭二郎らが進めている土地売却の計画を有利にするため桜木や水野を利用し、県議会議員への当選をもくろむ。
最終話で思惑通り新理事長に就任したものの、坂本と米山の裏切りでリゾート計画自体が白紙となってしまう。その後の動向は不明だが、久美子からは不問にされた模様。
ドラマ版では第2シリーズで初登場となるが、原作『ドラゴン桜』ではすでに登場しており、ドラマでも水野直美と顔見知りという設定。なお、原作では数学教師で井野真々子などと同僚。
龍野久美子（たつの くみこ）
演 - 江口のりこ
現理事長。
学力低下と経営危機の要因。自分のやり方が絶対で、経営再建を試みる桜木らの前に立ちはだかる。東大卒だが、前理事長である父に無理矢理進路を決められた反動で東大を否定し、生徒の個性を尊重した「自由な校風」を理想としている。桜木の東大専科が軌道に乗り始めたのに危機感を抱き、難関大学コースや一流大学コースを新たに設けて対抗するも藤井1人しか生徒が集まらず、2度とも東大専科との存続をかけた勝負で敗北したため廃止する。桜木が原健太の個性である数学と英語読解の才能を引き出したのを目の当たりにして以降は、彼に対する態度を軟化させている。
学園の土地売却に反対し、計画を推進する父との間に確執がある。最終話で父との約束に従い理事長を辞任するも、計画が頓挫して学園を去ろうとする父に対して学園の再建を誓う。
龍野恭二郎（たつの きょうじろう）
演 - 木場勝己
前理事長。久美子の父。
普段は温厚な性格だが、本音は学歴のある人をバカ呼ばわりしている。
校内の反理事長派教師をまとめ上げた高原と娘・久美子を天秤にかけ、東大専科コースから1年で5人以上の東大合格者が出れば久美子を理事長から解任し、高原を理事長にするとの賭けを両者に提案し、承諾させる。しかしそれは、学園の土地売却を高原らと画策して学園売却に反対する娘を追い出し、周囲の土地買収とリゾート開発計画を推し進めるための罠である。
学園売却に関する不正が暴露され、計画が頓挫してもなお「学歴ばかりの間抜けで使えない奴らばかり」と言い張るが、桜木から「間抜けで一番使えないのはあなただ」と言い返されてしまう。
奥田義明（おくだ よしあき）
演 - 山崎銀之丞
校長。
久美子に頭が上がらず、普段は表情と言葉遣いが硬いが、桜木から声をかけられると表情が緩み甘い声を出す。
桜木を学園に招くか決める理事会決議では、ゲイの男性との援助交際をネタにゆすられ、久美子に造反する。
初めは久美子とともに桜木らに反発していたが、次第に共感するようになる。学校売却問題では前理事長に桜木が持っているのと同じネタでゆすられて従わざるを得なかったが、米山と坂本が離反して不正を暴露したことがきっかけで手のひらを返し、高原を痛罵する。
清野利恵（きよの りえ）
演 - 吉田美月喜（第1話・第2話・第8話）
生徒。
岩崎楓と「イワキヨペア」としてバドミントンのダブルスを組む。常に自分より上だった彼女を内心では妬んでおり、コーチの宮村と共謀して心身ともに追い詰めることで膝の怪我を誘発し、1名しか枠が無いバドミントン名門大学への推薦を奪うが、桜木によってその陰謀を暴かれ楓にも知られてしまう。個人戦の決勝戦では調子を崩し負けそうになるが、自分を恨むことなくサポーターとして支えようとする楓の応援によって立ち直り、優勝する。
宮村（みやむら）
演 - 盛隆二（第1話・第2話・第8話）
バドミントン部コーチ。
清野と結託し、楓を潰すために膝への負荷がかかる過度な練習を強要したり、清野を大学へアピールし推薦を獲得するために彼女をわざと楓にぶつからせてダブルスを棄権する流れに持ち込ませるなどの不正を行うが、小橋に証拠を掴まれたことで桜木に一連の不正を知られ「あんたは人間として落第だ」と一喝される。
石渡（いしわたり）
演 - 齋藤瑠希
生徒。楓と菜緒のクラスメイト。
菜緒と一緒に楓のバドミントン練習を観覧する。その際、楓のオリンピック出場も夢ではない旨のことを菜緒に話している。
日比野晋平（ひびの しんぺい）
演 - 桑原辰旺（第1話・第9話）
外部理事。
恭二郎が招聘した文科省出身の教育評論家。学園売却派。
小松川（こまつがわ）
演 - 森永徹（第1話・第9話）
元校長。
桜木を学園に招くかを決める理事会決議では久美子とともに反対したが、学園売却では恭二郎らに買収され賛成派に付く。
事務員
演 - 氏家恵（第1話・第9話）

#### 生徒の家族（第2シリーズ）
瀬戸玲（せと れい）
演 - 大幡しえり
輝の姉。「ラーメン瀬戸屋」の店主。
両親を3年前に亡くしたことで大学進学を諦め、両親が残した店を守ろうと弟・輝と切磋琢磨する。しかし、実際は困窮した店の状況を乗り切るために闇金融から100万円を借りたことで膨れ続ける利息に苦しめられており、輝にもひた隠しにする。輝が東大専科に入った後も店のことは自分に任せるよう気丈に振舞うも、闇金融からの本格的な嫌がらせが始まり心身ともに限界となる。しかし桜木が間に入り、貸した金額以上の不当な利息を要求する闇金融の圧力や呪縛から解き放たれる。不当に払わされた分の利息を現金で取り返してもらったこともあり、桜木に深い感謝の念を述べる。
天野裕太（あまの ゆうた）
演 - 深田竜生（少年忍者 / ジャニーズJr.）（第1話・第4話・第7話・最終話）
晃一郎の弟。
劣等生の兄に対し強気な態度を取るが、彼の動画にアンチコメントが殺到したときには、母とともに応援コメントを書き込むなど陰ながら応援する。
天野美紀（あまの みき）
演 - 片岡礼子（第1話・第4話・最終話）
晃一郎の母。
息子の授業風景をSNSで知り学園に乗り込むが、桜木から「東大受験の成功には親との信頼関係が必要」と諭され引き下がる。
晃一郎の動画にアンチコメントが殺到したときには、裕太とともに応援コメントを書き込んでいる。
岩崎明人（いわさき あきと）
演 - 駿河太郎（第2話・第8話・最終話）
楓の父。元バドミントン選手。
自分たちがオリンピックに出場できなかった分、妻・裕子と共に楓に期待をかけ、楓のためなら各方面に頭を下げることを惜しまない。そのため、楓の膝の怪我を知った際は、自己管理ができていなかったことを叱責するだけで全く労わろうとはしないばかりか、バドミントンに復帰するよう圧力をかけるような態度をとる。
「勉強は凡人がすること」という考えを持ち、楓が受験勉強に勤しむようになっても否定的な態度を取るが、「東大もオリンピックも両方叶えるから応援してほしい」という楓の懇願から黙認する。
楓が二次試験の日におにぎりを作り、「オリンピックは4年に1回、受験は毎年」と励ます。
岩崎裕子（いわさき ゆうこ）
演 - 馬渕英里何（第2話・第8話・最終話）
楓の母。元バドミントン選手。
夫・明人と同様、楓が受験勉強に勤しむようになっても否定的な態度を取るが、楓の懇願に涙を流す。二次試験の当日、楓を快く送り出す。
早瀬恵子（はやせ けいこ）
演 - 森口瑤子（第4話）
菜緒の母。
娘が内緒で東大受験を目指していることを知り、天野美紀とともに学園に乗り込むが、美紀と同様、桜木に諭され引き下がる。
小杉繁（こすぎ しげる）
演 - 迫田孝也（第5話・第6話）
麻里の父。
会社を経営していた繁の父が亡くなり、倒産して生活が苦しくなったことをきっかけに性格が豹変し、娘・麻里の大学進学を認めず虐待を加えている。麻里が合宿に参加した際、一時は娘を自宅に連れ戻して退学させようとさせるが、桜木に諭されて進学を認める。
妻・祥子との間で離婚に向けて話が進められている模様だが、実際に離婚したのかは不明。
小杉祥子（こすぎ しょうこ）
演 - 相築あきこ（第6話）
麻里の母。
麻里が繁から暴力を振るわれても何もしない。
藤井祥（ふじい しょう）〈27〉 / 藤井峡（ふじい きょう）〈25〉
演 - 大森翔吾（祥） / 成神誠大（峡）（第9話）
遼の2人の兄。進学校「麗明館高校」出身でハーバード大学の研究者。
国際エネルギー研究所との共同開発で、新エネルギーに関する論文を発表し表彰される。
藤井遼の両親
声 - 日野聡、沢城みゆき（第9話）
研究論文で表彰された祥と峡に期待し、高校受験本番に風邪をひき失敗した遼を東大受験も駄目だと思っている。

#### その他（第2シリーズ）
米山圭太（よねやま けいた）〈20〉
演 - 佐野勇斗
桜木の元教え子。頸部に手術痕がある。
2年前、東大受験に失敗して自傷自殺未遂を起こし、桜木が落ちぶれる元凶となる。意識不明の重体だったが命を取り留め、後に坂本智之が経営する企業に勤めており、坂本の協力により二浪で東大に合格する。桜木には、自分のせいで落ちぶれてしまったことを謝罪する。
龍野恭二郎・岸本香・高原浩之と共に龍海学園の土地売却計画に参加し桜木を潰すという目的で動いていたが、実際は自分の受験失敗と桜木失踪の原因となった岸本に復讐し、破滅させるのが真の目的である。坂本や矢島らの協力で岸本の悪事の決定的証拠をつかんだものの、桜木から「復讐では誰も幸せにならない」「お前は自分の人生を前向きに生きろ」と説得されたことと、桜木の説得を聞いた坂本が「岸本が再び悪事を働いたら自分が迷わず証拠を公表する」と発言したことで、岸本を破滅させることを思いとどまる。
岸本香（きしもと かおり）
演 - 早霧せいな
弁護士。
桜木法律事務所のNo.2で桜木も信頼を置いていたが、桜木が全国から来る教育コンサルタントの仕事を受けず、得られるはずの利益を逃していることに業を煮やして下剋上を画策。桜木名義で米山に「お前は東大に受からない」旨のメールを何度も送り精神的に追い詰め、受験に失敗した彼の自殺未遂をマスコミにリークしている。桜木の失踪後に桜木事務所を乗っ取る形で個人事務所を開設する。
恭二郎や高原と共に、龍海学園の土地売却に反対する久美子を叩き潰すことを企んでいる。
最終的に、金で地元住民を買収しようとしたことが坂本と米山に暴かれ、弁護士資格を失いかねない窮地に陥るが、桜木からは「どうせ自滅するから復讐する価値もない」と不問となり、坂本からは悪事を働かないようクギを刺されることになる。
坂本智之（さかもと ともゆき）〈33〉
演 - 林遣都
IT企業「FALCON GATE」（ファルコンゲート）の経営者。
龍山高校では水野の1年後輩で、東大時代の同級生。彼女から桜木に関する調査を依頼され、福井県にいることを突き止める。
龍海学園周辺に統合型リゾート（IR）を計画しており、恭二郎や高原と共に、龍海学園の土地売却に反対する久美子を叩き潰すことを企んでいるかと思われたが、リゾート計画以前より米山に送られたメールを解析して送り主が岸本と気付いており、米山と桜木を追い詰めた岸本の懐に潜り込むために芝居を打っていた。桜木によって米山が復讐を思いとどまらせた際、岸本が再び悪事を働いたら保険として残しておいた証拠を公表することを話し、米山を復讐の表舞台から退かせる。
小林麻紀（こばやし まき）〈34〉
演 - 紗栄子（第1話・最終話）☆
元・龍山高校特進クラスの生徒。水野と同期。
一浪の末に東大へ進学。卒業後は「東大出身」の肩書きがつく人気タレントとして活躍する。
二次試験前日、緒方英喜と奥野一郎とともに東大専科を訪れ生徒をどよめかせる。瀬戸輝や天野晃一郎、藤井遼にアドバイスを送る。
緒方英喜（おがた ひでき）〈34〉
演 - 小池徹平（最終話）☆
元・龍山高校特進クラスの生徒。水野と同期。
一浪の末に東大へ進学。卒業後は外資系コンサルティング会社でコンサルタントとして勤務する。
二次試験前日に東大専科を訪れ、早瀬菜緒や小杉麻里、岩井由伸にアドバイスを送る。また、後述の奥野の回答が腑に落ちない様子の藤井に、君たちは桜木先生と水野先生に出会えたという点で相当運が良いと補足する。
奥野一郎（おくの いちろう）〈34〉
演 - 中尾明慶（最終話）☆
元・龍山高校特進クラスの生徒。水野と同期。
東大卒業後はトキワ自動車で技術者として勤務する。
二次試験前日に東大専科を訪れ、岩崎楓や原健太、小橋辰徳にアドバイスを送る。桜木の「東大入試で生き残る生徒は?」の質問に「運（のある生徒）」を挙げている。
矢島勇介（やじま ゆうすけ）〈34〉
声 - 山下智久（最終話〈声のみの出演〉）☆
元・龍山高校特進クラスの生徒。水野と同期。
龍海学園で桜木や水野と再会することはなかったが、坂本と米山の依頼で協力を行ったことを桜木にメールで報告する。
香坂よしの（こうさか よしの）〈34〉
演 - 新垣結衣（最終話）☆
元・龍山高校特進クラスの生徒。水野と同期。
東大卒業後はシステムエンジニアとして仕事に携わり、坂本と米山に自社が開発したシステムを提供している。
二次試験合格発表日の1週間後に龍海学園を訪れ、桜木や水野と再会する。
米山圭太の母親
演 - 吉沢梨絵（第1話）
息子が自殺未遂するまでに追い詰めたとして桜木を責める。
コンビニの店員
演 - 相田周二（三四郎）（第1話・第2話）
楓が万引きをしたコンビニの店員。
楓による万引き被害には気付かないまま、商品代金として桜木から5,000円を受け取り監視カメラの映像を提供する。
アパートの大家
演 - 茅島成美（第1話）
桜木が家賃を滞納している古アパートの大家。
定食屋のおばさん
演 - ふくまつみ（第1話）
定食屋の娘
演 - 野口雅（第1話）
「BLACK PEARL」のマスター
演 - 吉永秀平（第1話・第4話）
瀬戸や小橋、岩井がたむろする喫茶店「BLACK PEARL」（ブラックパール）のマスター。
安本智樹
演 - 上杉祥三（第2話）
楓を診察する医師。
チンピラ
演 - 金ちゃん（鬼越トマホーク）、望月章男（第4話）
「らーめん瀬戸屋」の営業を阻害する闇金融のチンピラ。
ガソリンスタンドの店員
演 - 小宮浩信（三四郎）（第4話）
瀬戸がアルバイトをするガソリンスタンドの先輩店員。
瀬戸を「バイト」と呼び、名前で呼ぶことはない。
松原佳浩（まつばら よしひろ）
演 - 市川右團次（第6話・第7話・第9話・最終話）
「イエーガーコーポレーション」のIR開発プロジェクトリーダー。
恭二郎の依頼でプロジェクトを進めていたが、理事長人事を強引に進めたことや岸本らが地権住民を買収していたことを知ると計画を辞退する。
梶谷和馬（かじたに かずま）
演 - 入江甚儀（第7話・第9話・最終話）
松原の部下。
菅井（すがい）
演 - 小須田康人（第8話）
日本ユニシス実業団バドミントン部のコーチ。
岩崎明人から頼まれ、楓を夏季練習で特訓する。
「BLACK PEARL」の店員
演 - 佐田正樹（第8話）
共通テストの試験官
演 - デビット伊東（第9話）
東大専科の生徒が受験する共通テストの試験官。
原田 / 平野
演 - 深澤嵐（原田） / 大地伸永（平野）（最終話）
東大専科の生徒が受験する二次試験で、健太と同じく理科二類を受験していた男子生徒。席は原田が健太の真後ろ、平野が健太の右隣。
挙動不審でそわそわしている健太を気に食わず、一方的に試験中に健太の椅子を何度も蹴ったりするなどの幼稚染みた嫌がらせを行うだけでなく、休憩時間中にもカメノコテントウムシと戯れる健太を一方的に責め立て、制止に入った藤井に怪我を負わせる。その後も嫌がらせを続けていたが、藤井から依頼を受けていた試験官に注意される。
結果は2人とも不合格。合格発表日、腹いせに麻里と共に合格を喜ぶ健太を人目の付かない場所に連れ出して因縁を付け、止めようとする麻里にも横暴な振る舞いをするも、会場に来ていた小橋と岩井から詰め寄られると怯えて何も言い返せなくなり、「お前らなんか一生東大受かんねえよ」と凄まれ逃げるようにその場を去る。
二次試験の試験官
演 - 安藤彰則（最終話）
東大専科の生徒が受験する二次試験の試験官。
藤井の依頼を受け、健太を妨害していた原田と平野を注意する。

## スタッフ

### 第1シリーズ（スタッフ）
- 原作 - 三田紀房『ドラゴン桜』（講談社刊「モーニング」連載）
- 脚本 - 秦建日子
- 音楽 - 仲西匡
- ナレーション - 小林清志
- TD - 笹村彰
- 撮影 - 朝香昌男
- 照明 - 白石雄二
- VE - 藤森寛明
- 音声 - 福部博国
- 美術プロデューサー - 宮崎保城
- デザイン - YANG仁栄
- 装飾 - 山田幸太郎
- 美術製作 - 高橋達也
- 装置 - 大森俊也
- 持道具 - 小沢友香
- 衣装 - 小木田浩次
- スタイリスト - 安野ともこ、谷口みゆき
- ヘアメイク - 小泉尚子、千葉友子、原順子
- 編集 - 足立浩
- 選曲 - 渡邉朋子
- ライン編集 - 白水孝幸
- 効果 - 谷口広紀
- 宣伝 - 安倍由美
- スチール - 渡辺富雄
- 学習指導：東大家庭教師の会
- インターネット - 佐藤孔明
- スケジュール - 田澤直樹
- 製作担当 - 新井誠一
- プロデューサー補 - 秦祐子
- 助監督 - 島添亮
- 記録 - 巻口恵美
- 車輌 - L・D・A
- 演出 - 塚本連平（MMJ）・唐木希浩（5年D組）・小松隆志（MMJ）
- 主題歌 - melody.「realize」（トイズファクトリー）
- 挿入歌：山下智久「カラフル」（ジャニーズ・エンタテイメント）
- 原案協力 - 村田俊明 中塚康博 渡辺協（講談社「週刊モーニング」編集部）
- 編成企画 - 三城真一・渡辺真二郎（TBS）
- プロデューサー - 遠田孝一・清水真由美（MMJ）
- 音楽協力 - 日音
- 協力 - テイクシステムズ・サンライズアート・アックス・緑山スタジオ・シティ・バウムレーベン・ヴェントゥオノ・ナイスデー
- 製作 - MMJ、TBS

### 第2シリーズ（スタッフ）
- 原作 - 三田紀房『ドラゴン桜2』（コルク）
- 脚本 - オークラ、李正美、小山正太、山本奈奈
- 音楽 - 木村秀彬
- 撮影 - 橋本智司、草間巧
- 美術プロデューサー - やすもとたかのぶ
- 照明 - 鋤野雅彦、原沢大樹
- 映像 - 青木孝憲、山本直紀
- カメラ - 安芸孝仁、橋本智司、草間巧
- 音声 - 小川貴裕、松尾亮介
- テクニカルマネージャー - 森哲郎
- 編集 - 朝原正志、塚本翔平、佐藤夕夏
- 選曲 - 御園雅也
- MA - 飯塚大樹、湯浅絵理奈、深澤慎也
- 音響効果 - 田久保貴昭、花谷伸也
- 音楽コーディネーター - 久世烈
- 美術デザイナー - 串岡良太郎
- 美術制作 - 井窪新太
- VFX - 小嶋一徹
- 装飾 - 上原一晃
- 装置 - 田中健一
- 衣装 - 佐藤りか
- スタイリスト - 土屋シドウ
- 持道具 - 岡田哲也
- ヘアメイク - 日野萌菜美、小泉尚子、高村三花子
- 映像協力 - 北海道放送、テレビ山梨、静岡放送、CBCテレビ、RSK山陽放送、中国放送、山陰放送、テレビ山口、RKB毎日放送、熊本放送、南日本放送
- 東大監修 - 西岡壱誠
- 法律監修 - 小林健太郎、矢野亜紀子
- 医療監修 - 西脇俊二、石井桂輔、平川千恵
- 医療指導 - 植野永子
- 警察指導 - 石坂隆昌
- 消防指導 - 坂口隆夫
- バドミントン指導 - 栗原文音[66]
- バイク指導 - 西村信宏
- リサーチ - 朝倉燎子
- 英語監修 - Kevin's English Room
- 編成 - 青木伸介、寺田淳史
- スチール - 浜田惟寛、加藤徹、長谷川真也
- 制作担当 - 石渡大樹
- 制作主任 - 小林正知、伊藤友子
- スケジュール - 北川学
- 記録 - 上田悠莉、古谷まどか、佐藤麻衣子
- プロデューサー - 飯田和孝、黎景怡
- 演出 - 福澤克雄、石井康晴、青山貴洋
- 製作著作 - TBS

## 放送日程

### 第1シリーズ（放送日程）
| 話数                                                       | 放送日        | サブタイトル                              | 演出     | 視聴率 |
| ---------------------------------------------------------- | ------------- | ----------------------------------------- | -------- | ------ |
| 第1話                                                      | 2005年7月08日 | バカとブスこそ東大へ行け                  | 塚本連平 | 17.5%  |
| 第2話                                                      | 7月15日       | 自分の弱さを知れ!                         | 塚本連平 | 16.5%  |
| 第3話                                                      | 7月22日       | 遊べ!受験はスポーツだ!                    | 唐木希浩 | 13.8%  |
| 第4話                                                      | 7月29日       | 壁にぶつかるまで我慢しろ                  | 塚本連平 | 16.1%  |
| 第5話                                                      | 8月05日       | 泣くな! お前の人生だ!                     | 唐木希浩 | 16.8%  |
| 第6話                                                      | 8月12日       | 英語対決! 勝負だバカ6人                   | 塚本連平 | 17.9%  |
| 第7話                                                      | 8月19日       | 見返してやる! 東大模試!                   | 小松隆志 | 15.6%  |
| 第8話                                                      | 8月26日       | バカの涙…夏休み課外授業                   | 唐木希浩 | 17.0%  |
| 第9話                                                      | 9月02日       | 信じろ! 成績は必ず上がる!                 | 塚本連平 | 14.5%  |
| 第10話                                                     | 9月09日       | 友情か受験か? 最後の決断                  | 小松隆志 | 14.5%  |
| 最終話                                                     | 9月16日       | お前らはもうバカじゃない! 運命の合格発表! | 塚本連平 | 20.3%  |
| 平均視聴率 16.4%（視聴率は関東地区・ビデオリサーチ社調べ） |               |                                           |          |        |

- 最終回は22時 - 23時9分の15分拡大放送。

#### 関連番組
- 特別編『「ドラゴン桜」東大受験マル秘テクニック総伝授SP』2005年10月14日 22時 - 22時54分。

#### 海外放送
- テレビジャパン（NHK国際放送。アメリカ合衆国、カナダなど）：2007年1月12日から3月23日 毎週金曜日23時17分 - （アメリカ東部標準時） 20時17分 - （太平洋標準時） 18時17分 - （ハワイ州）
  - 再放送は4月8日から6月17日 毎週日曜日東部17時 - 、西部14時 - 、ハワイ11時 - 番組中はCMなし（前後はあり）

### 第2シリーズ（放送日程）
| 話数                                                                         | 放送日        | サブタイトル                                      | ラテ欄                                                                       | 脚本                     | 演出     | 視聴率 |
| ---------------------------------------------------------------------------- | ------------- | ------------------------------------------------- | ---------------------------------------------------------------------------- | ------------------------ | -------- | ------ |
| 第1話                                                                        | 2021年4月25日 | 時代に負けるな。 今こそ、動け!                    | 型破り弁護士復活! 偏差値30からの大逆転 自分を変えるなら今! お前ら東大へいけ! | オークラ 李正美 小山正太 | 福澤克雄 | 14.8%  |
| 第2話                                                                        | 5月02日       | 人生の大勝負! お前の道はお前が決めろ!             | 己の弱さを認めろ! 挫折から学ぶ再起の鍵 東大は五輪より簡単                    | オークラ 李正美 小山正太 | 福澤克雄 | 13.9%  |
| 第3話                                                                        | 5月09日       | 一発逆転! バカでも秀才に勝てる勉強法!             | バカでも秀才に勝つ 令和最強（秘）勉強法!                                     | 李正美                   | 石井康晴 | 12.6%  |
| 第4話                                                                        | 5月16日       | 苦手が得意に変わる! 令和の学力爆上げ勉強法!       | 勝利をつかむ10箇条 親と友の愛を信じろ                                        | オークラ                 | 青山貴洋 | 14.3%  |
| 第5話                                                                        | 5月23日       | 限界を決めつけるな! 生きたい未来を自分で作れ!     | 大人が導く子の未来 不可能からの大挑戦                                        | 李正美                   | 福澤克雄 | 13.8%  |
| 第6話                                                                        | 5月30日       | 夢を諦めるな! 大切な友のために戦え!               | 成功の鍵は読解力! 思いが仲間を動かす                                         | 山本奈奈 李正美          | 石井康晴 | 14.0%  |
| 第7話                                                                        | 6月06日       | 生き残りをかけた東大模試! 影で暗躍する陰謀!?      | 運命の東大模試決戦 動き出す陰謀の序章                                        | オークラ                 | 青山貴洋 | 14.4%  |
| 第8話                                                                        | 6月13日       | 自分の人生を生きる覚悟を持て! 巨大な陰謀の幕開け! | 必勝! 未来への決意 合格のカギは親子愛                                        | 李正美                   | 青山貴洋 | 14.6%  |
| 第9話                                                                        | 6月20日       | 東大&買収劇 W大逆転 前編! そして運命の共通テスト  | 東大&買収 W大逆転 前編〜驚愕の新事実!? 共通一次を突破せよ                    | 山本奈奈                 | 石井康晴 | 15.4%  |
| 最終話                                                                       | 6月27日       | 東大受験&買収劇 W大逆転 完結! 涙の合格発表!       | W逆転遂に完結! 輝く未来を切り拓け                                            | 李正美                   | 福澤克雄 | 20.4%  |
| 平均視聴率 14.8%（視聴率はビデオリサーチ調べ、関東地区・世帯・リアルタイム） |               |                                                   |                                                                              |                          |          |        |

- 第1話は21時 - 22時19分の25分拡大放送。直前番組『バナナマンのせっかくグルメ!!』2時間半SP（18時30分 - 21時）との接続はステブレレス。
- 第2話・第9話・最終話は21時 - 22時9分の15分拡大放送。
- 2021年12月30日にTBS系列局（一部地域を除く）で全話一挙再放送が行われた。

## インターネット配信

### 第1シリーズ（インターネット配信）
- 第2シーズン放送決定記念として、動画配信サービスで期間限定の無料配信実施。
  - Paravi（2020年3月10日 - 3月31日）[70]
- 第2シーズン放送記念として、動画配信サービスで期間限定の無料配信実施。
  - TVer（2021年3月14日[71] - ）
  - GYAO!（2021年4月6日[72] - 5月9日[73]）[74]
- 第2シーズン放送記念として、動画配信サービスで配信開始。
  - KKTV（台湾）（2021年4月18日[75] - ）

### 第2シリーズ（インターネット配信）
| 配信元     | 配信期間 | 備考                                     |
| ---------- | -------- | ---------------------------------------- |
| TVer       | 7日      | 最新回限定で無料配信                     |
| GYAO!      | 7日      | 最新回限定で無料配信                     |
| TBS FREE   | 7日      | 最新回限定で無料配信                     |
| Paravi     | 過去分   | 有料配信                                 |
| KKTV       | 過去分   | 有料配信（台湾） 放送日より2日遅れで配信 |
| friDay影音 | 過去分   | 有料配信（台湾） 放送日より2日遅れで配信 |

## 評価
第1シリーズは第46回ザテレビジョンドラマアカデミー賞で主演男優賞（阿部寛）を、第2シリーズは第108回ザテレビジョンドラマアカデミー賞で作品賞と主演男優賞（阿部寛）を受賞した。

## 関連商品

### 第1シリーズ（関連商品）
2005年12月22日にDVD-BOX『ドラゴン桜』が発売された。

### 第2シリーズ（関連商品）

#### 映像作品
2021年11月10日にBlu-ray / DVD-BOX『ドラゴン桜』が発売。

#### 音楽作品
- TBS系 日曜劇場「ドラゴン桜」オリジナル・サウンドトラック

2021年6月9日から発売。

#### 書籍作品
- 『ドラゴン桜』公式メモリアルブック

2021年7月29日から「東京ニュース通信社」より発売。ISBN 9784867012833

## エピソード
- ドラマ化をきっかけに、モデルとされた人たちから関連書が次々と発売されたり、既刊書籍に主人公の絵をあしらった帯が巻かれるなど影響が広く波及した。
- 大手3大予備校が、2005年11月に実施した東大模試の受験者数がそれぞれ前年比9%から20%増であったことが、2005年12月の読売新聞で報じられた。理由について、各学校の担当者は『ドラゴン桜』について言及し、各予備校は本作品の影響を無視できないものとした。
- なお、2006年度東京大学の志願者数は前年と比較して前期で321人、後期で356人増えた。ただし、東大には志願者数が所定の倍率を超えた場合は大学入試センター試験の点数による二段階選抜の第一段階（いわゆる「足切り」）が実施されるため、二次試験受験者数が増えたわけではない。
- 第1シリーズにおける龍山高校のロケは、神奈川県横浜市鶴見区の神奈川県立寛政高等学校（すでに神奈川県立鶴見総合高等学校に統廃合）を使用し、中庭に実際に「ドラゴン桜」を植え、撮影終了後もその場に植えられていた。
- 第2シリーズにおける龍海学園のロケは、茨城県鉾田市のとちぎ海浜自然の家を使用している[83][84]。
- ドラゴン桜第1シリーズでは主要な生徒役として出演した俳優が、のちに軒並み活躍するなどしたため、第2シリーズでは1,000人規模のオーディション参加希望者が殺到した[85]。
- 第2シリーズでは日曜劇場で放送された他作品に登場する企業名などが散見されるハイパーリンクの演出が確認でき、第1話では水野のスマートフォンに届いたローン返済督促通知の差出人が『半沢直樹』に登場している白水銀行、最終話に出演した奥野の就職先が『ノーサイド・ゲーム』に登場しているトキワ自動車となっている。また、第8話では次作『TOKYO MER〜走る緊急救命室〜』のERカーが先行登場した。

## 韓国版
『ドラゴン桜（勉強の神）』（原題：『공부의 신』〈コンブエ・シン〉）として韓国KBSによりリメイクされ、2010年1月4日から2月23日まで放送された。